# Biblioteca civica Antonio Arduino
La Biblioteca civica "Antonio Arduino" di Moncalieri ha sede in Cavour 31, all'interno dell'ex stabilimento SAFFA.

## Storia
La Biblioteca Popolare Educativa Circolante di Moncalieri, il cui comitato promotore iniziò la sua opera nel 1913, fu fondata nel 1914 dalla maestra elementare Erminia Giuseppina Arduino «a vantaggio dei giovani operai e contadini, i quali o per le loro occupazioni o per la loro età non hanno più agio di frequentare le scuole diurne aperte in questa città, e a vantaggio pure degli stessi allievi frequentanti queste pubbliche scuole», essa venne intitolata nel 1917 al nipote Antonio Arduino caduto in guerra a soli 21 anni e che probabilmente aveva collaborato anch'egli al funzionamento dell'istituzione; all'epoca della sua istituzione le uniche biblioteche presenti nel comune erano quelle del Real Collegio Carlo Alberto comunque accessibili solo agli studenti del collegio stesso; la biblioteca divenne comunale nel 1959.
Attualmente è polo di riferimento dell'area sud ovest del Sistema Bibliotecario dell'Area Metropolitana torinese (SBAM); l'appartenenza allo SBAM permette ai suoi iscritti di «prenotare libri, prenderli in prestito e restituirli nelle biblioteche a loro più comode» tra quelle appartenenti allo SBAM stesso.

## La sede

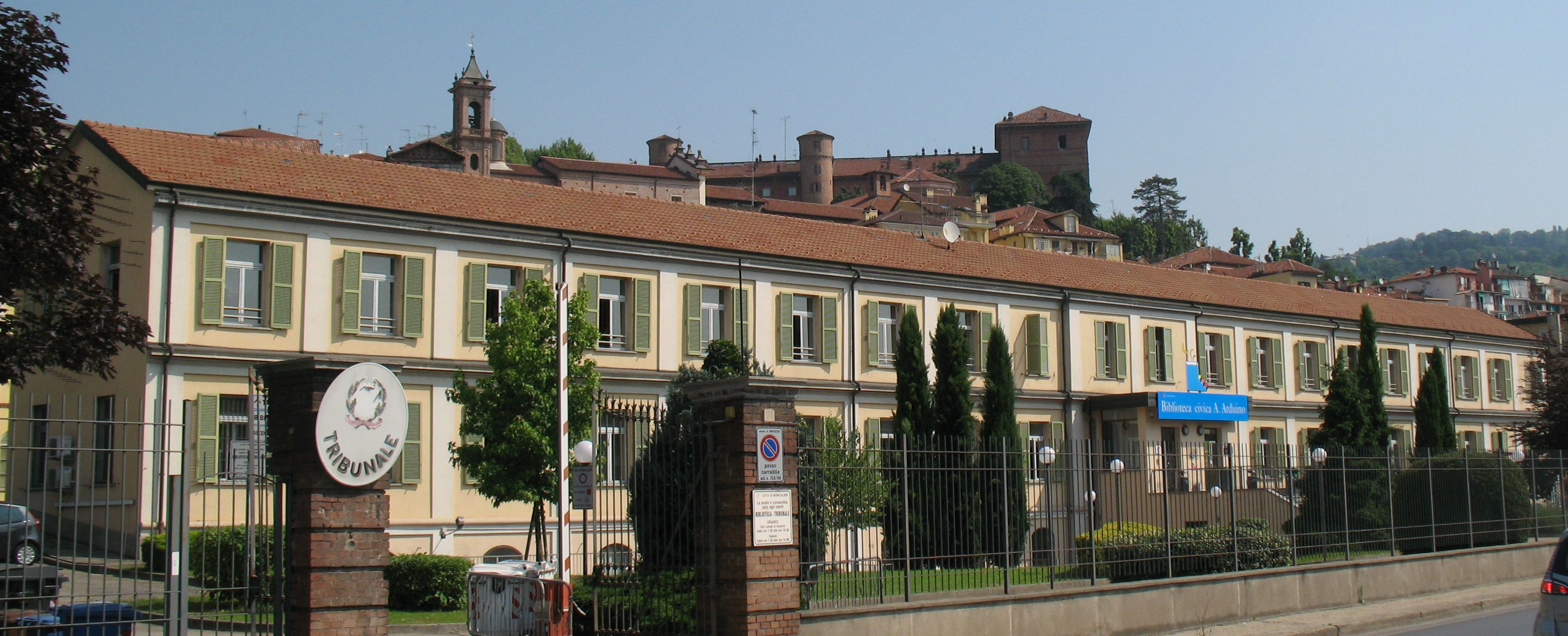
Edificio ex-SAFFA, sede della biblioteca

Nel 1995 la biblioteca si trasferì nella sede attuale, ottenuta dalla ristrutturazione della fabbrica di fiammiferi SAFFA, di cui occupa una parte; la SAFFA fu fondata a metà del XIX secolo e terminò la sua attività nel 1969 mentre il fabbricato risale ad inizio '900.
All'interno sono presenti:
- sala consultazione: con enciclopedie, dizionari e le sezioni: speciali, storia locale (i cui testi più antichi sono stati a suo tempo digitalizzati)[5], codici legislativi, Piemonte, cataloghi d'arte
- sala periodici: riviste e quotidiani, Gazzetta ufficiale, stampa locale e raccolte di leggi; nello stesso piano è anche presente la sala multimediale e la sala Internet, quest'ultima è gestita dai volontari del Servizio Civile Universale.
- sala adulti: opere disponibili al prestito (quasi 40.000 volumi) di narrativa, saggistica, fumetti, cucina; sempre al primo piano è disponibile la sala ragazzi[6]

È inoltre presente una pinacoteca con 240 opere d'arte di artisti moncalieresi e non (donate gratuitamente) distribuite in tutta la biblioteca.
Alla sua fondazione, nel 1914, vennero usati dei locali in via Real Collegio, messi a disposizione, insieme alle attrezzature necessarie, dal Comune; nel 1939 si trasferì in via Alfieri, sede lasciata nel 1994, mentre la sezione ragazzi ebbe sede, dal 1987 al 1995, in via Palestro dopodiché si trasferì anch'essa in via Cavour.

## Patrimonio
Inizialmente in possesso di un fondo libraio di circa 12.000 volumi, che comprendeva «interessanti esempi di ogni tipo di letteratura e testi di divulgazione scientifica» (queste opere non sono ora disponibili al pubblico), la biblioteca possiede attualmente:
- 42.164 libri e opuscoli a stampa e 2.241 periodici
- 1.046 film, 2.242 album musicali, 1.533 documenti digitali
- una sezione ragazzi composta da 8.355 volumi.[1]